# Velstove
Velstove ist ein Stadtteil im Norden Wolfsburgs.

## Geografie
Velstove [fɛlt.ztovə] liegt in der historischen Landschaft des Vorsfelder Werders.

## Geschichte
Velstove wurde im Jahr 1366 zum ersten Mal urkundlich erwähnt. Nach anderer Quelle erfolgte die Ersterwähnung 1419 im Urkundenbuch der Familie von Saldern, in dem von einem Streit zwischen den Herren von der Schulenburg und den von Bartensleben berichtet wird. Die ursprüngliche Ortsform war der Rundling, die Niedersachsenhäuser waren mit ihren Giebeln zum Dorfplatz hin angeordnet.
Spätestens 1510 bis 1742 übte das Geschlecht von Bartensleben den maßgebenden Einfluss aus, das zudem den Ort direkt als herzogliches Lehen innehatte. Von der Gründung 1742 bis zur Auflösung 1807 durch die französische Besatzungsmacht gehörte Velstove zum Amt Vorsfelde. Von 1807 bis 1813 gehörte Velstove zum Kanton Vorsfelde im Königreich Westphalen.
1841 wurde der nahegelegene Wipperteich, einst der größte Teich im Herzogtum Braunschweig, aufgegeben und trockengelegt. Seine Fläche wurde an 12 Einwohner aus Velstove und Eischott verkauft mit der Auflage, die Teichfläche in Wiesen umzuwandeln. 1869 erfolgte der Bau des letzten Schulgebäudes, 1890 wurde eine Stärkefabrik errichtet. 1896 wurde anlässlich des 25. Jahrestages der Gründung des Deutschen Kaiserreiches vor der Schule eine Friedenseiche gepflanzt.
1911 erfolgte die Gründung der Freiwilligen Feuerwehr. 1914 wurde der Gasthof Uehleke erbaut, er blieb bis zum Zweiten Weltkrieg die einzige Gaststätte in Velstove und wurde 1976 geschlossen. 1922 brannte die Stärkefabrik nach einem Blitzeinschlag ab, sie wurde nicht wieder aufgebaut.
Im Zuge der Errichtung des Volkswagenwerkes wurde am 2. August 1938 die Gemeinde Velstove mit der 7. Verordnung über Wohnsiedlungsgebiete zum Wohnsiedlungsgebiet erklärt, was jedoch aufgrund des bald beginnenden Zweiten Weltkriegs und den damit verbundenen Einschränkungen im Wohnungsbau zunächst kaum praktische Bedeutung erlangte.
Infolge der Flucht und Vertreibung Deutscher aus Mittel- und Osteuropa von 1945 bis 1950 hatte sich die Einwohnerzahl von Velstove von 240 (1939) auf 446 (1950) vergrößert, davon waren 1950 174 Heimatvertriebene. Durch Arbeitsmöglichkeiten im nahegelegenen Volkswagenwerk stieg die Einwohnerzahl auch in den folgenden Jahrzehnten erheblich an. 1952 wurde als zweite Gaststätte das Deutsche Eck eröffnet, es bestand bis 2009. 1953 entstand mit der Steinwanne das erste Baugebiet nach dem Zweiten Weltkrieg, und 1956 folgte das Baugebiet Am Kiesteich 2. 1958 wurde ein Sportverein gegründet, 1960 erhielt Velstove mit der Martin-Luther-Kirche erstmals eine Kirche. Von 1961 bis 1963 wurde das Baugebiet Am Wipperteich errichtet, 1963 folgten die Baugebiete Velstove Ost I und 1964 Velstove Süd. Am 4. Mai 1967 fand auf der Motocross-Strecke Velstove-Ring das erste Rennen statt. 1968 bekamen die Straßen Velstoves Namen, und die Feuerwehr ein neues Gebäude.
Am 1. Juli 1972 wurde Velstove, das bis dahin dem Landkreis Helmstedt angehörte, gemäß dem Wolfsburg-Gesetz in die Stadt Wolfsburg eingegliedert. 1975 bekam Velstove ein Sportheim, 1978 sein Wappen. 1988 erfuhr Velstove durch das Baugebiet Auf dem Kroye eine weitere Vergrößerung; weitere Baugebiete waren 1989 Velstove Ost II, 2000–2002 Zum Plümer, 2003 Glanzwanne und 2013 Glanzwanne II.

### Einwohnerentwicklung
| Wolfsburg-Velstove – Bevölkerungsentwicklung seit 1774                                                                                               | Wolfsburg-Velstove – Bevölkerungsentwicklung seit 1774 | Wolfsburg-Velstove – Bevölkerungsentwicklung seit 1774 | Wolfsburg-Velstove – Bevölkerungsentwicklung seit 1774 | Wolfsburg-Velstove – Bevölkerungsentwicklung seit 1774 |
| Entwicklung | Jahr                                                   | Einwohner                                              | Jahr                                                   | Einwohner                                              |
| --- | ------------------------------------------------------ | ------------------------------------------------------ | ------------------------------------------------------ | ------------------------------------------------------ |
| Hier fehlt eine Grafik, die leider im Moment aus technischen Gründen nicht angezeigt werden kann. Wir arbeiten daran!                                | 1774                                                   | 90                                                     | 1956                                                   | 465                                                    |
| Hier fehlt eine Grafik, die leider im Moment aus technischen Gründen nicht angezeigt werden kann. Wir arbeiten daran!                                | 1790                                                   | 86                                                     | 1970                                                   | 637                                                    |
| Hier fehlt eine Grafik, die leider im Moment aus technischen Gründen nicht angezeigt werden kann. Wir arbeiten daran!                                | 1821                                                   | 105                                                    | 1989                                                   | 529                                                    |
| Hier fehlt eine Grafik, die leider im Moment aus technischen Gründen nicht angezeigt werden kann. Wir arbeiten daran!                                | 1849                                                   | 130                                                    | 2007                                                   | 990                                                    |
| Hier fehlt eine Grafik, die leider im Moment aus technischen Gründen nicht angezeigt werden kann. Wir arbeiten daran!                                | 1871                                                   | 180                                                    | 2013                                                   | 980                                                    |
| Hier fehlt eine Grafik, die leider im Moment aus technischen Gründen nicht angezeigt werden kann. Wir arbeiten daran!                                | 1895                                                   | 206                                                    | 2014                                                   | 976                                                    |
| Hier fehlt eine Grafik, die leider im Moment aus technischen Gründen nicht angezeigt werden kann. Wir arbeiten daran!                                | 1905                                                   | 249                                                    | 2015                                                   | 1.032                                                  |
| Hier fehlt eine Grafik, die leider im Moment aus technischen Gründen nicht angezeigt werden kann. Wir arbeiten daran!                                | 1925                                                   | 262                                                    | 2016                                                   | 1.145                                                  |
| Hier fehlt eine Grafik, die leider im Moment aus technischen Gründen nicht angezeigt werden kann. Wir arbeiten daran!                                | 1939                                                   | 240                                                    | 2017                                                   | 1.201                                                  |
| Hier fehlt eine Grafik, die leider im Moment aus technischen Gründen nicht angezeigt werden kann. Wir arbeiten daran!                                | 1950                                                   | 446                                                    | 2019                                                   | 1.248                                                  |
| Quelle: Stadt Wolfsburg – Melderegister – Auswertung Referat Strategische Planung, Stadtentwicklung, Statistik. Ab 2013 zum 31. Dezember des Jahres. |                                                        |                                                        |                                                        |                                                        |

## Politik
Der Stadtteil Velstove gehört zur Ortschaft Brackstedt-Velstove-Warmenau und wird durch einen Ortsrat vertreten. Ortsbürgermeisterin ist Angelika Jahns (CDU).

### Wappen
Das vom Heraldiker Arnold Rabbow entworfene Velstover Wappen wurde am 10. Februar 1978 vom Ortsrat Brackstedt-Velstove-Warmenau einstimmig angenommen. Die Farben erinnern an die frühere Zugehörigkeit Velstoves zum Freistaat Braunschweig, dessen Landesfarben blau-gelb waren. Die Garben wurde dem Wappen der Familie Bartensleben entnommen, die über lange Zeit Einfluss in Velstove ausübte. Die Garbe symbolisiert zudem den ländlichen Charakter Velstoves.

## Kultur und Sehenswürdigkeiten

### Bauwerke
Rundling mit Kriegerdenkmal für die Velstover Opfer der beiden Weltkriege und Gedenkstein an die deutsche Wiedervereinigung.
Südlich des Dorfes liegt die Ruine einer alten Kartoffelstärkefabrik, die von 1890 bis 1922 betrieben wurde. Man kann heute noch die Grundmauern erkennen.

### Kirchen

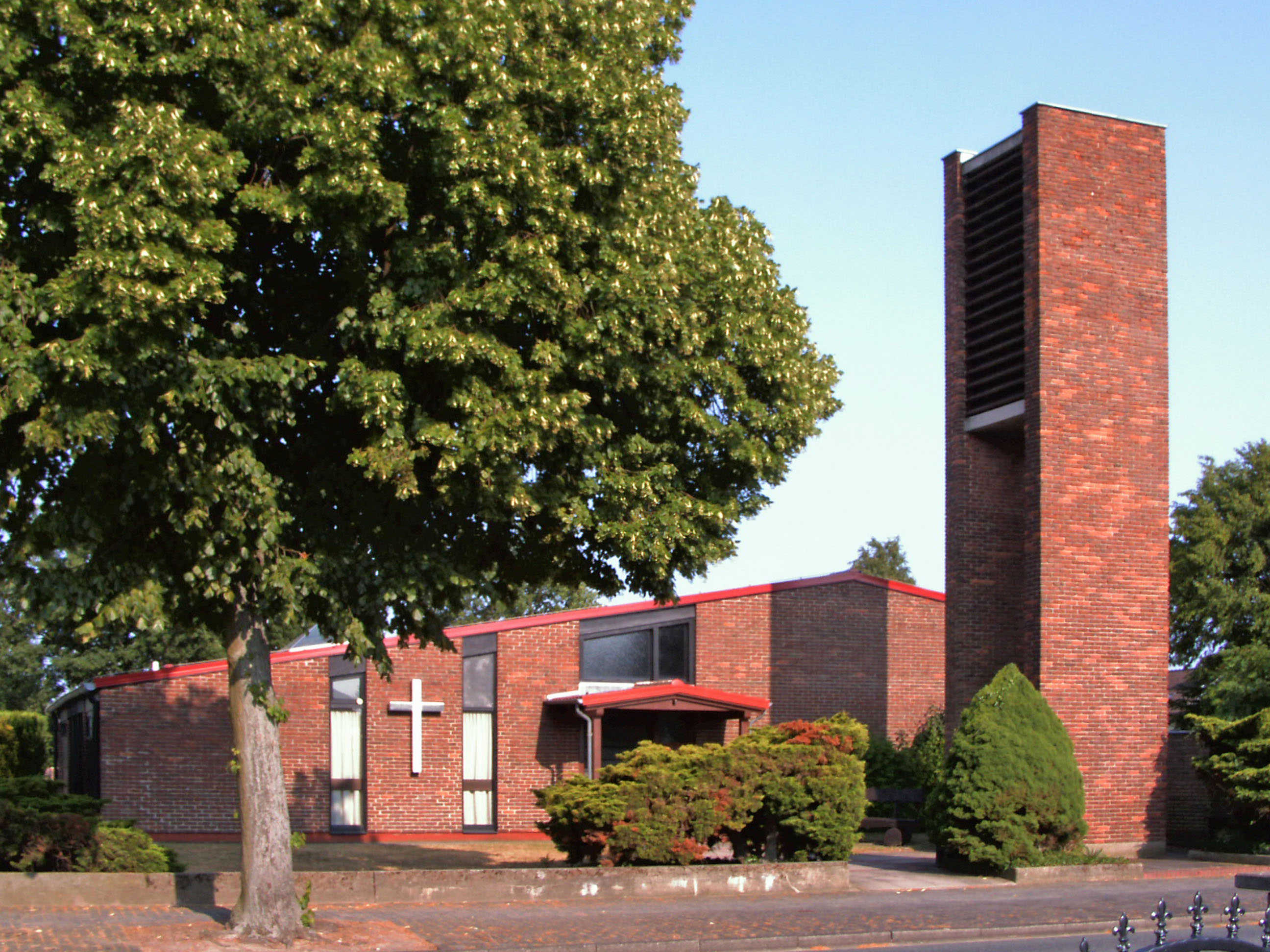
Martin-Luther-Kirche

Einzige Kirche Velstoves ist die Martin-Luther-Kirche, sie wurde nach einem Entwurf von Friedrich Berndt erbaut und am 1. Oktober 1960 eingeweiht. Zuvor war Velstove zur St.-Petrus-Kirche nach Vorsfelde eingepfarrt. Erst zwei Jahre nach Einweihung der Kirche wurde der freistehende Glockenturm fertiggestellt. Am 30. Mai 2010 bekam die Kirche durch Landesbischof Friedrich Weber ihren heutigen Namen. Die Martin-Luther-Kirche gehört zur Kirchengemeinde Kantate, die die Stadtteile Brackstedt, Kästorf, Velstove und Warmenau umfasst. Das Gebiet der Kirchengemeinde gehört zur Propstei Vorsfelde der Evangelisch-lutherischen Landeskirche in Braunschweig. Hinter der Kirche befindet sich der Friedhof. Katholiken in Velstove gehören zur St.-Michael-Kirche in Vorsfelde.

### Sport
Velstove verfügt über einen Sportplatz mit Sportheim sowie einen Hundesportplatz. Die 1967 eröffnete Motocross-Strecke Velstove-Ring des 1. Wolfsburger Moto-Cross-Clubs wurde im Dezember 2009 geschlossen.

### Vereine
Der Männergesangverein Velstove von 1901 ist Mitglied im Chorverband Niedersachsen-Bremen und hat über 50 Mitglieder (Stand 2018). Die Freiwillige Feuerwehr geht auf das Jahr 1911 zurück, sie wird durch einen 2017 gegründeten Förderverein unterstützt. Der Sportverein SSV Velstove von 1958 e. V. wurde 1958 als Fußballverein gegründet und hat heute (Stand 2019) über 500 Mitglieder. Neben Fußball werden heute vom Verein, dessen Vereinsfarben grün/weiß sind, auch Tanzen und Gesundheitssportarten angeboten. Weitere in Velstove tätige Vereine sind die 1967 gegründete Siedlergemeinschaft Velstove, die Feldmarkinteressentengemeinschaft, die Junge Gesellschaft Velstove (gegründet 1956, seit 2018 mit dem Zusatz n. e. V.) sowie seit 1995 der Hundesportverein HSV-Velstove e. V. Die AG (Arbeitsgemeinschaft) Unser Dorf hat Zukunft – Velstove setzt sich ehrenamtlich für die Verschönerung von Velstove ein. Der 1957 gegründete Gefrieranlage Velstove e. V. löste sich 2008 auf.

## Wirtschaft und Infrastruktur

### Unternehmen

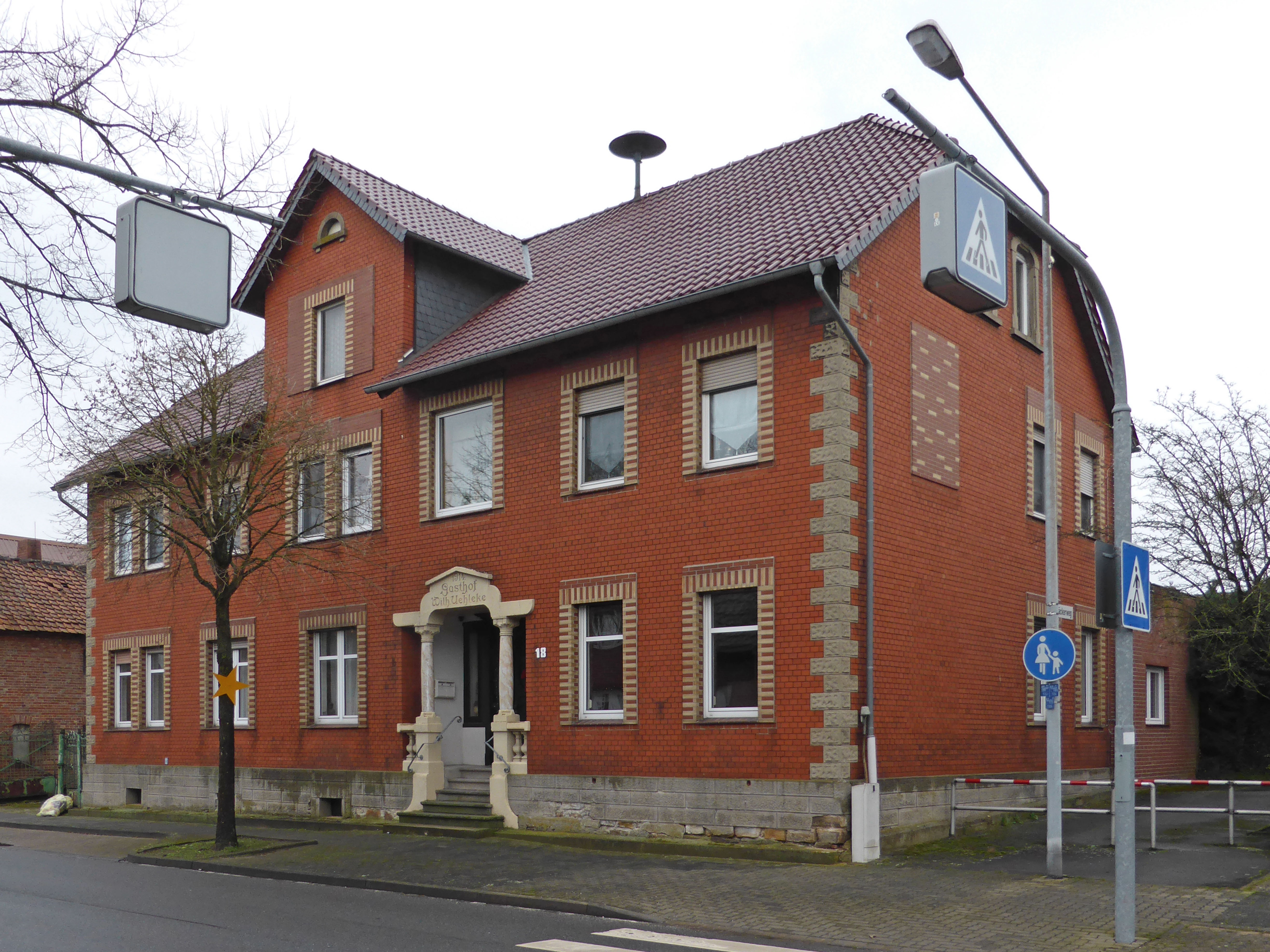
Ehemaliger Gasthof Uehleke

Die Poststelle II („Velstove“, danach „Wolfsburg 19“), die zum Hauptpostamt Vorsfelde gehörte, wurde 1997 geschlossen. Auch die Gaststätten Uehleke, Zum deutschen Eck und V-Point wurden aufgegeben. Ebenfalls geschlossen wurde 1988 das letzte der ehemals zwei Gemischtwarengeschäfte, von 2005 bis 2009 bestand noch ein Kiosk im Ort. Auch die Bäckerei und die Schmiede mit dem Haushaltswarengeschäft bestehen nicht mehr, so dass heute keine Einkaufsmöglichkeit des täglichen Bedarfs mehr in Velstove vorhanden ist. Auch die Kiesgrube, aus der ab 1938 jahrzehntelang Kies für Wolfsburger Baustellen gewonnen wurde, besteht nicht mehr.

### Straßenverkehr
Fast das gesamte Dorf ist als Tempo-30-Zone ausgewiesen. Die Bundesautobahn 39 verläuft rund acht Kilometer von Velstove entfernt.
1993 wurden vier Straßen umbenannt, deren Namen nach der 1972 erfolgten Eingemeindung mehrerer Dörfer nach Wolfsburg mehrfach vorhanden waren. Die Hauptstraße in Alte Handelsstraße, die Kirchstraße in Zum Plümer, die Schulstraße in Am Storchennest, und die Wolfsburger Straße in Glanzweg.
Die Buslinie 213 der Wolfsburger Verkehrs GmbH, deren Endhaltestelle am nördlichen Ortsrand von Velstove ist, führt von Velstove über Vorsfelde, die Stadtmitte bis zum Laagberg.

### Öffentliche Einrichtungen
In Velstove bestehen eine Sprechstelle der Stadt Wolfsburg, ein Feuerwehrhaus, eine Haltestelle für die Fahrbibliothek, ein Dorfgemeinschaftshaus, zwei Spielplätze und im ehemaligen Schultoilettenhäuschen die Heimatstube.

### Bildung

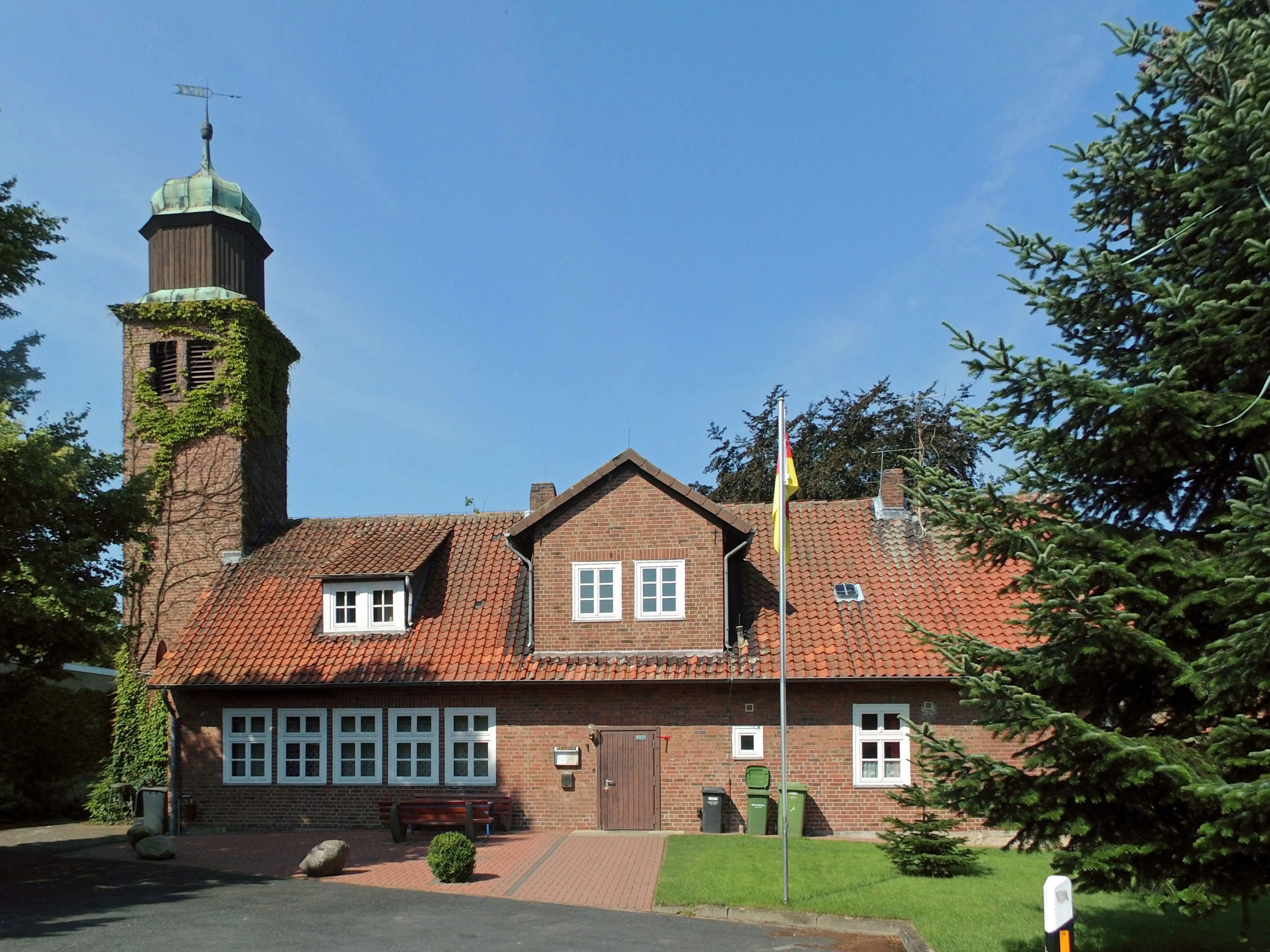
Ehemalige Schule

Die evangelisch-lutherische Kindertagesstätte Regenbogenland wurde von 2001 bis 2002 vom Wolfsburger Architektur- und Ingenieurbüro Schmerschneider erbaut und ab 2014 um einen Schlafraum erweitert.
Die Trägerschaft liegt beim Ev.-luth. Propsteiverband Braunschweiger Land.
1690 wurde erstmals eine Schule in Velstove erwähnt. Die 1869 erbaute Volksschule bekam 1926 einen neuen Turm an der Südseite. Sie wurde 1966 noch um einen Schulpavillon erweitert, 1973 jedoch geschlossen. Das ehemalige Schulgebäude wird heute von der Feuerwehr genutzt.

## Persönlichkeiten
Persönlichkeiten, die in Velstove gewirkt haben:
- Sergej Karimow (1986–2019), Fußballspieler; war in seiner Jugend beim SSV Velstove aktiv